# Enrico Bruno Novali

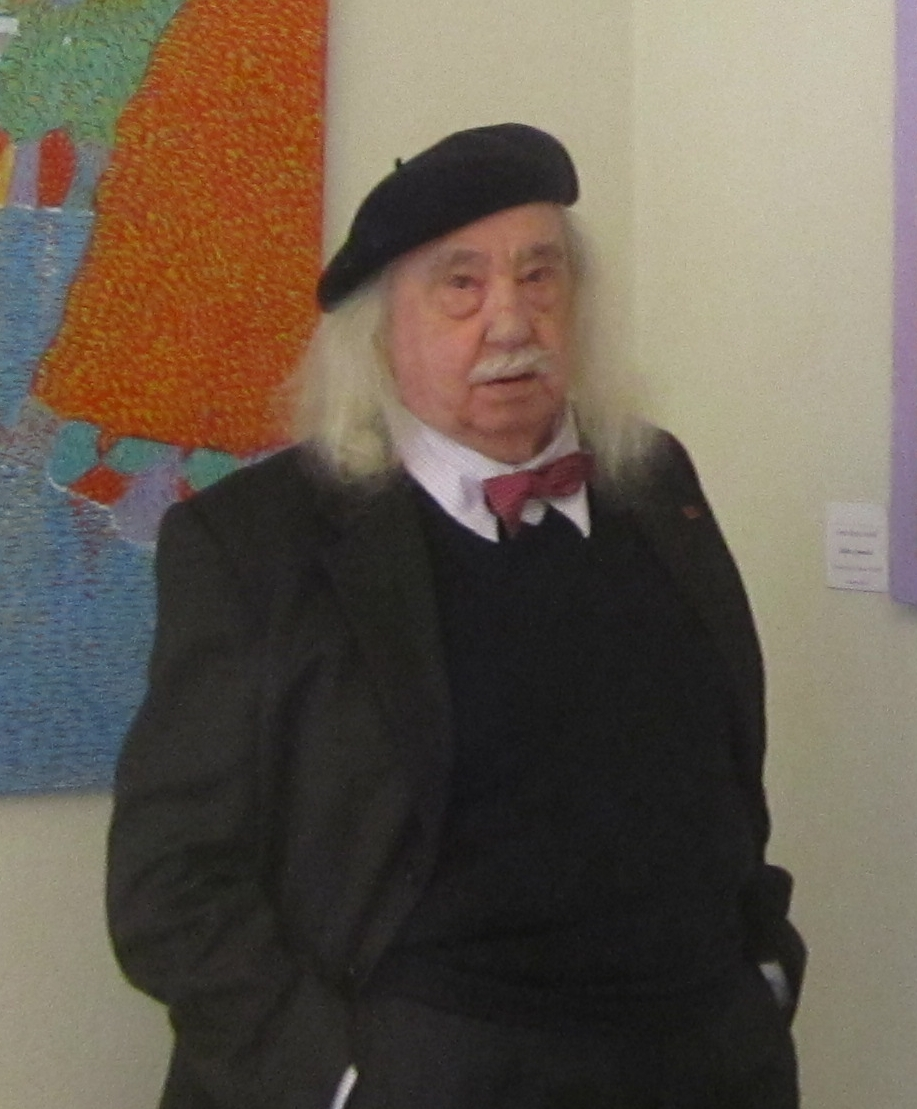
Enrico Bruno Novali

Enrico Bruno Novali (Genova, 30 aprile 1928 – Genova, 24 gennaio 2016) è stato un pittore e scultore italiano.

## Biografia
Nato a Genova, si diploma alla locale Scuola d'arte e mestieri "Galileo Galilei", sotto la guida dell'acquafortista Giuseppe Bodrato (1886-1954), che lo avvia allo studio dell'ornato e della pittura a olio; successivamente si trasferisce per alcuni anni a San Martino di Noceto (Rapallo), dove inizia la sua precoce produzione artistica con opere fortemente segnate dall'osservazione della natura, realizzando opere di soggetto paesaggistico caratterizzate da forti luci e colori.
Nel dopoguerra è allievo di Orlando Grosso e perfeziona gli studi artistici, frequentando alcuni corsi dell'Accademia Ligustica di Belle Arti. Successivamente lavora con il pittore Antonio Giuseppe Santagata e lo scultore Guido Galletti.
Esordisce con una mostra personale a Genova nel 1946 e nel 1947 partecipa a una mostra di pittori genovesi a Buenos Aires. Durante un viaggio di studio a Parigi entra in contatto con le correnti artistiche della nuova Scuola di Parigi (in particolare il paesaggismo astratto), iniziando ad articolare su più esperienze formali il suo stile. 
Agli inizi degli anni 1960 riceve le prime commissioni di rilievo: il Crocifisso per l'altare maggiore della Chiesa di San Giuseppe di Priaruggia (Genova), assieme a due tavole raffiguranti San Giuseppe con Bambino e una Madonna con Bambino, ispirata all'icona quattrocentesca di Nicolò d'Aste conservata presso la Chiesa di Santa Maria della Castagna. Anche nelle opere successive, per l'Oratorio di San Bartolomeo di Genova-Quarto, il Santuario di N.S. della Neve di Acqui (AL) e la Chiesa dell'Assunta di Fontanile di Asti consolida il suo primo repertorio di stampo prettamente figurativo, attraverso il quale attualizza il "ricordo delle esperienze divisioniste di inizio Novecento e la dimensione naturalistico classicista incentrata sull'universo umano, che andrà a caratterizzare tutta la sua produzione sacra".

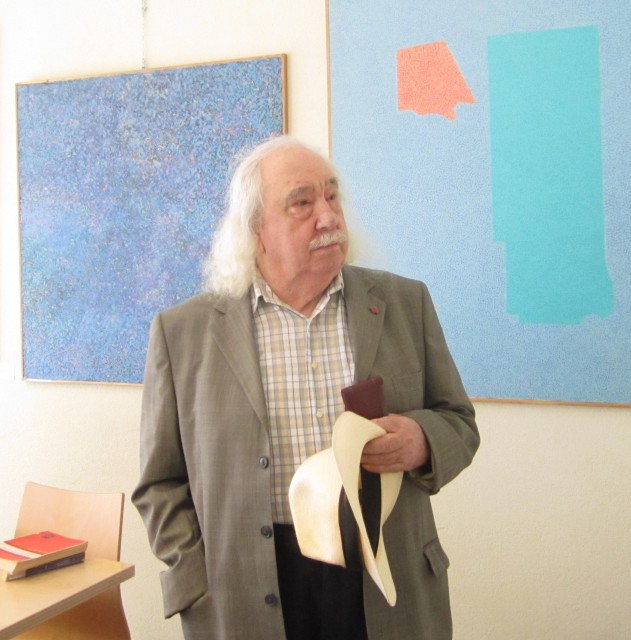
Enrico Bruno Novali nel 2012

Intorno alla metà degli anni settanta, sotto l'influenza del pittore genovese Gianfranco Fasce (1927-2003), passa definitivamente a una pittura informale che caratterizza la sua produzione successiva; ne è testimonianza l'opera "Vigore cromatico portuale" che espone nel 1975 all'Accademia Ligustica di Belle Arti di Genova, in occasione della Prima Biennale d'arte Città di Genova.
Nel 1972 l'Accademia Ligustica di Belle Arti di Genova lo nomina Accademico Promotore.
Una sua opera, "La cala dell'oro" (1973) è conservata presso la Galleria d'Arte Moderna di Genova Nervi.
Nel 1977 assiste Antonio Giuseppe Santagata durante i lavori per il mosaico della cupola della Chiesa di San Giovanni Battista di Recco (Genova), acquisendo esperienza nella realizzazione di opere di grande formato.

## Attività nel Sindacato nazionale artisti
Di rilievo la sua attività come Segretario regionale, e poi Generale, del Sindacato nazionale artisti CGIL (già FNLAV - Federazione nazionale lavoratori arti visive), per il riconoscimento professionale di pittori, grafici, scenografi, scultori e insegnanti di materie artistiche. In questa veste si occupa, a partire dai primi anni ottanta del Novecento, delle problematiche legislative legate alla gestione dei beni culturali (in particolare della L. 717 del 1949, che riserva il 2% della spesa per gli edifici pubblici al loro abbellimento con opere d'arte), partecipando anche alle Commissioni Urbanistiche di edilizia privata del Comune di Genova e a commissioni concorsuali per la realizzazione di opere d'arte pubbliche.
Progetta e realizza la Quadreria della Camera Metropolitana del Lavoro di Genova (a lui intitolata nel 2022), dove sono raccolte molte opere di artisti liguri della seconda metà del Novecento, seguendo un ideale percorso di museo diffuso, all'interno degli spazi operativi.
Organizza oltre trenta Rassegne d'Arte Contemporanea negli anni 1977-2001 presso i principali palazzi e complessi monumentali di Genova: Palazzo Ducale, Loggia dei Banchi, Palazzo e Loggia della Commenda di San Giovanni di Pré, Palazzo San Giorgio, Museo di Sant'Agostino, Palazzo Gerolamo Grimaldi (detto della Meridiana), Palazzo della Borsa, promuovendo la fruizione dell'arte contemporanea nel tessuto storico della città, così come per la Fortezza del Priamar di Savona, in una reciproca valorizzazione degli spazi e dei contenuti, tanto da essere considerate precorritrici delle Giornate dei Rolli.
Dal 1983 al 1987 promuove un gemellaggio artistico con pittori dell'America Latina partecipando alla mostra itinerante internazionale  "Per la libertà" tenuta a Buenos Aires, Montevideo, Genova, Manchester, Lille, Lerida, Valencia, Bruxelles, Amsterdam, Brema, Losanna, Göteborg, Malmö e Stoccolma.
Nel 1997 organizza, con il patrocinio del Comune di Genova, un gemellaggio culturale con il Museo di Lapinlahti e il Museo di Saarijarvi (Finlandia), realizzando una mostra di artisti del Sindacato Nazionale Artisti di Genova intitolata "Tracciati di interferenze".
Con il Sindacato Nazionale Artisti organizza la manifestazione "Girotondo 2000: gli artisti della CGIL e i bambini del Gaslini" a favore dell'Istituto Giannina Gaslini di Genova, gemellato con l'Istituto Pediatrico Pirogov della Odessa National Medical University (Ucraina) e dona una sua opera per la costituzione del Museattivo Claudio Costa di Genova (già Museo delle Forme Inconsapevoli).
Sostiene il progetto di un "Centro di Arti Visive" coordinato dal Comune e dall’Università degli studi, capace di veicolare Genova in un contesto culturale internazionale, diventando "un luogo di rassegne d’arte, incontri, dibattiti, convegni sui problemi connessi all’attività artistica contemporanea" (Bozza di proposta statutaria del 20 ottobre 1990).
Per il suo rilevante impegno nella tutela e valorizzazione dei beni culturali sul territorio e la progettazione della Quadreria della Camera Metropolitana del Lavoro di Genova, nel 2003 Enrico Bruno Novali viene insignito della medaglia d'oro della CGIL, consegnata dal Segretario generale CGIL Sergio Cofferati.
Il 7 dicembre 2022, nel corso del convegno "Il lavoro come cultura. Fotografie e opere d'arte della Camera del Lavoro di Genova" (Palazzo Ducale di Genova, Salone del Minor Consiglio), la Quadreria CGIL di Genova è stata intitolata a Enrico Bruno Novali, su delibera della Segreteria e del Segretario Generale della Camera del Lavoro di Genova, Igor Magni.

## L'opera recente
Agli inizi degli anni '2000 la sperimentazione artistica di Enrico Bruno Novali evolve il proprio linguaggio trascendendone la forma e lo stile in una nuova ricerca espressiva. Nel ciclo de "I fiori dell'immaginario", l'applicazione di tecniche pittoriche miste (olio, tempera, acrilico, gouache, dorature in foglia) si unisce alla riflessione sul rapporto fra l'artista e la percezione dell'universo interiore, come riflesso degli aspetti più armoniosi ma diversissimi del mondo naturale.
Espone presso l'Università degli studi di Genova negli anni accademici 2012-2013 e 2013-2014 in due mostre personali antologiche, nell'ambito della rassegna "ArteinFormazione" e viene invitato a svolgere incontri seminariali per i corsi di "Storia dell'arte moderna", "Comunicazione e musei virtuali" ed "Educazione all'immagine" del corso di Laurea specialistica in Scienze della Comunicazione.
Progetta la realizzazione di una fondazione culturale con finalità di studio, catalogazione e conservazione delle sue opere e del relativo archivio storico documentale e organizza alcune mostre benefiche per la costituzione di borse di studio.
È autore di una raccolta di racconti autobiografici intitolata "Per non morire", la cui seconda edizione verrà pubblicata postuma.
Muore a Genova il 24 gennaio 2016.

## Mostre
- 1946 Genova, Galleria "Romano"
- 1956 Circolo Silvretta di Klosters (Svizzera)
- 1965 Firenze, Galleria San Gallo
- 1965 Genova, mostra collettiva "Dieci anni di pittura ligure", curata da Vitaliano Rocchiero presso Palazzo Cattaneo Mallone di Genova (Galleria Liguria, poi Fondazione Liguria).
- 1972 mostra personale presso la Galleria Liguria di Genova (poi Fondazione Liguria, Palazzo Cattaneo Mallone)
- 1972 Biennale nazionale d'arte sacra tematica, a Napoli
- 1972 Mostra personale alla Galleria "I portici" di Bologna
- 1972 Rassegna nazionale "Scuola è Arte", Genova (secondo premio per votazione del pubblico)
- 1972 Riceve il "Premio Monte Moro" della Mostra d'arte sacra presso il Centro Ligustico d'Arte di Genova
- 1973 Mostra nazionale di arti figurative "Omaggio a Manzoni", Palazzo delle Esposizioni di Roma
- 1973 1º trofeo di pittura Città di Ventimiglia, Sala Consigliare del Palazzo Civico, 18 agosto - 2 settembre 1973
- 1974 Mostra personale presso la Galleria S. Andrea di Savona
- 1974 Sala individuale nell'ambito della Mostra pittorica Estate Settantaquattro: pittori moderni e contemporanei liguri, lombardi, toscani. Genova, Palazzo Cattaneo Mallone
- 1975 Partecipa alla Prima Biennale Arte Città di Genova, presso l'Accademia Ligustica di Belle Arti di Genova.
- 1977 Ospite d'onore nel Quarto Concorso di pittura contemporanea "Cristoforo Colombo" dell'Associazione Italo-Americana di Genova, a Palazzo Cattaneo Adorno
- 1977 1ª Mostra provinciale d'arte, Galleria d'arte OMC di Genova
- 1979 2ª Mostra provinciale d'arte, Appartamento del Doge di Palazzo Ducale, Genova
- 1980 3ª Mostra provinciale d'arte, Appartamento del Doge di Palazzo Ducale, Genova
- 1981 1ª Mostra regionale d'arte, Palazzo Ducale di Genova e Sala Dante (La Spezia)
- 1982 1ª Mostra provinciale d'arte, Palazzo della Commenda di San Giovanni di Prè, Genova
- 1982 Mostra internazionale itinerante "Per la libertà", presso il Centro cultural de Auderghem di Bruxelles
- 1983 1ª Mostra provinciale unitaria d'arte, Palazzo della Commenda di San Giovanni di Prè, Genova
- 1983 Rassegna nazionale d'arte "Guido Rossa: il tempo della vita", Villa Bombrini, Genova, 14-24 gennaio 1983
- 1983 Espone su invito nella 2ª Mostra d'arte figurativa, presso il Palazzo Comunale di Arquata Scrivia (AL)
- 1983 Partecipa, su invito alla collettiva d'arte contemporanea internazionale itinerante Per la Libertà, Genova, Fiera Internazionale del Mare, 7-24 aprile 1983
- 1983 Mostra del "Salon des nations" presso il Centre international d'art contemporaine di Parigi.
- 1984 Mostra "Omaggio ai decani della pittura genovese" nell'ambito delle "Giornate di Maggio a Certosa", Genova
- 1984 2ª Mostra provinciale unitaria d'arte, Palazzo della Commenda di San Giovanni di Prè, Genova
- 1987 Partecipa, su invito, alla esposizione collettiva d'arte contemporanea internazionale itinerante Por la libertad in Italia (Perugia, Sala San Severo), Francia (Lille, Grand Hotel de Ville, Germania (Brema, Übersee-Museum), Svezia (Helsingborg, Galleria Stadtteatern; Kristianstad Lansmuseum; Ronneby, Kulturcentrum; Malmö, Sodertull), Spagna (Valencia, Sala Viveros Municipales; Lerida, Museo Archeologico, Sant Cugat del Valles, Casa de Cultura)
- 1988 4ª Mostra provinciale unitaria d'arte, Loggia della mercanzia di Genova
- 1989 Mostra  "Presenze liguri: 1ª Rassegna di arte contemporanea", nell'ambito di Expò Fontanabuona, Calvari, San Colombano Certenoli (GE)
- 1989-1990 Rassegna Unitaria d'Arte, Loggia della Mercanzia di Genova, 22 dicembre 1989-10 gennaio 1990
- 1990 Mostra "Il museo e diciannove aspetti della tridimensione", Museo di Sant'Agostino di Genova, 12 maggio-10 giugno 1990
- 1990 Mostra del Sindacato Nazionale Artisti "22 Esperienze", Palazzo della Meridiana di Genova, 6-9; 12-15 febbraio 1990 e Castello di Portovenere (SP), 3-7 giugno 1990
- 1991 11° Rassegna d'Arte del Sindacato nazionale artisti CGIL, Palazzo della Mercanzia, Genova, 12-27 aprile 1991
- 1991 Mostra "Presenze e Testimonianze 1940-1991" presso il Complesso monumentale di San Michele a Ripa Grande a Roma.
- 1992 Partecipa, su invito, alla esposizione collettiva d'arte contemporanea internazionale itinerante Por la libertad che si tiene a Genova, Manchester, Parigi, Lille, Madrid, Valencia, Brema, Bruxelles, Amsterdam, Göteborg, Stoccolma, Malmö, Montevideo e Buenos Ayres.
- 1992 12° Rassegna d'Arte del Sindacato nazionale artisti CGIL, Fortezza del Priamar di Savona, 18-31 maggio 1992
- 1993 13° Rassegna d'Arte del Sindacato nazionale artisti CGIL, Loggia della Mercanzia, Genova, 15-30 novembre 1993
- 1994 14° Rassegna d'Arte del Sindacato nazionale artisti CGIL, Loggia della Mercanzia, Genova, 18 novembre-2 dicembre 1994
- 1995 15° Rassegna d'Arte del Sindacato nazionale artisti CGIL, Loggia della Mercanzia, Genova, 30 ottobre-11 novembre 1995
- 1996 16° Rassegna d'Arte del Sindacato nazionale artisti CGIL, Palazzo della Commenda di San Giovanni di Prè, Genova, 20 novembre-6 dicembre 1996
- 1997 17° Rassegna d'arte del Sindacato nazionale artisti CGIL e Associazione "Presenze 2000", Palazzo della Commenda di San Giovanni di Prè, Genova
- 1998 18° Rassegna d'arte del Sindacato nazionale artisti CGIL e Associazione "Presenze 2000", Palazzo della Commenda di San Giovanni di Prè, Genova
- 1998 Rassegna d'arte del Sindacato nazionale artisti CGIL e Associazione "Presenze 2000",  Centro Civico di Sampierdarena, 12-16 settembre 1998
- 1999 È presente alla Esposizione d'arte contemporanea di Manarola (SP) "Dieci Presenze"
- 1999 1° Rassegna d'Arte Itinerante del Sindacato nazionale artisti CGIL e Associazione "Presenze 2000", Sestri Levante (GE),Palazzo Negrotto Cambiaso,17 luglio - 1 agosto 1999
- 2000 20ª Rassegna d'arte presso la Serra Liberty del Parco Comunale di Arenzano (GE)
- 2000 Organizza la mostra "Girotondo 2000: gli artisti della CGIL e i bambini del Gaslini", in gemellaggio con l'Istituto Pediatrico Pigorov di Odessa (Ucraina)
- 2003 È invitato alla Rassegna d'arte nelle Cinque Terre: 10 pittori genovesi (a cura del Circolo culturale Eugenio Curiel di Manarola), 18 maggio-1 giugno 2003
- 2011 Partecipa alla mostra "Cento opere per una buona causa" a favore dell'Associazione Gigi Ghirotti, presso la Galleria Rotta di Genova
- 2012  Enrico Bruno Novali ad ArteinFormazione 2012, su Università di Genova, 2-31 maggio 2012.
- 2013  Mostra antologica di Enrico Bruno Novali, su Università di Genova, 19 Novembre 2012 al 1 Febbraio 2013.[10]
- 2015 Mostra personale nel Chiostro dell'Abbazia di San Matteo di Genova.
- 2015 Mostra personale presso Palazzo Gavotti di Savona, con il patrocinio della Città di Savona.
- 2024 Mostra "Pace, Lavoro e Libertà nelle opere della Quadreria CGIL di Genova "Enrico Bruno Novali", Palazzo Ducale di Genova, 25 giugno - 7 luglio 2024

## Riconoscimenti
- Accademico Promotore dell'Accademia Ligustica di Belle arti di Genova, 1972
- Accademico Emerito dall'Accademia per le arti, lettere, scienze e cultura de "I Cinquecento" di Roma, 1976
- Accademico Ordinario dell'Accademia Tiberina 1976
- Medaglia al merito artistico dell'Associazione Internazionale Dante Alighieri, 1977
- Medaglia d'oro della Confederazione Generale Italiana del Lavoro[11] 2003
- Intitolazione della Quadreria CGIL di Genova, Palazzo Ducale di Genova, 7 dicembre 2002[12]

## Presenza in musei
Collezioni Pubbliche
- Galleria d'Arte Moderna del Polo museale di Genova Nervi Cala dell'Oro, su Cultura Italia.
- Quadreria del Comune di Ventimiglia
- Comune di Manarola (SP)
- Museattivo Claudio Costa di Genova[13]
- Quadreria della Camera metropolitana del lavoro di Genova
- Quadreria della Confederazione italiana professionisti e artisti (C.I.P.A.) di Roma
- Università degli studi di Genova - Facoltà di Scienze della Formazione

Chiese
- Oratorio di San Bartolomeo di Genova-Quarto
- Chiesa di San Giuseppe di Priaruggia (GE)
- Santuario di N.S. della Neve (detto anche "della Madonnina") di Acqui (AL)
- Chiesa dell'Assunta di Fontanile di Asti

Collezioni private
- Palazzo Apostolico, Città del Vaticano